# Aymeri de Narbonne

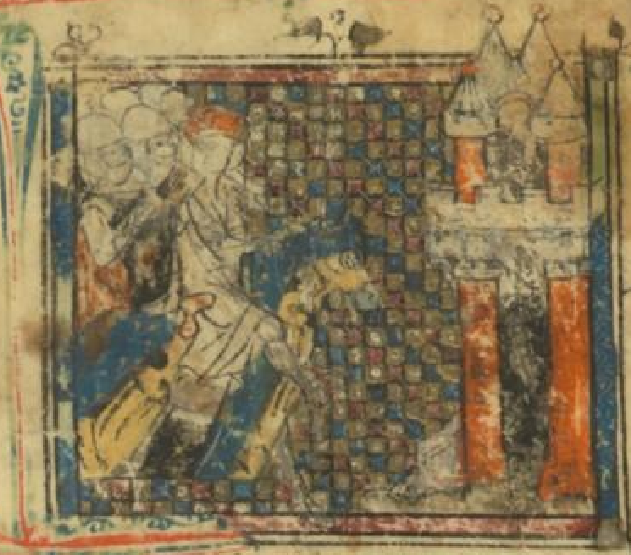
Karel de Grote voor de poorten van de stad Narbonne (verluchting van het eerst blad van het manuscript 24369 van het heldendicht Aymeri de Narbonne.

Aymeri de Narbonne is een gedicht uit de vierentwintig chansons de geste (liederen over heldendaden, heldendicht) van de Willem van Orange cyclus. Het werd begin dertiende eeuw geschreven, voor een deel waarschijnlijk door de dichter Bertrand de Bar-sur-Aube uit Champagne, Frankrijk.

## Verhaal
Het verhaal gaat over Aymeri, de enige zoon van Hernaut van Biaulande en Frégone. Hernaut is op zijn beurt een van de vier zonen van Garin van Monglane en Mabille. Als Karel de Grote uit Spanje terugkeert na er Roeland en zijn paladijnen verloren te hebben in de Slag bij Roncesvalles, beschreven in het Roelantslied, laat hij zijn oog vallen op de stad Narbonne, die bezet wordt gehouden door de Moren. Geen van zijn 12 nieuwe paladijnen wil de stad gaan aanvallen. Maar Hernaut draagt zijn zoon Aymeri voor. Aymeri zal de aanval leiden en graaf worden van Narbonne en omstreken.
Er zijn vier koningen in Narbonne: Baufumez, Agolant (de oudste), Desramé (Abd ar-Rahman I) en Drumanz. Aymeri behaalt de overwinning en twee koningen ontsnappen via een ondergrondse tunnel richting Orange, de stad die ze nog in handen hebben. Ze reizen naar de emir om hulp te halen. Agolant en Drumanz blijven achter in de gevangenis van Narbonne. Aymeri besluit te trouwen en Sir Hugh van Barcelona adviseert Hermenjart (Ermengarde, Desiderata), de prinses van Pavia in Lombardije ten huwelijk te vragen. Zij is de dochter van Didier (Desiderius van de Longobarden) en zuster van koning Boniface van de Lombarden. Sir Hugh gaat met 59 andere hoge edelen naar Pavia om uit naam van Aymeri haar hand te vragen. Maar onderweg stuiten ze op Savaris de Duitser, de broer van Morant, de bisschop van Vercelli, die ook naar haar hand dingt. Ze verslaan hem en reizen door naar Pavia. Savaris zoekt echter hulp bij zijn broer. Uiteindelijk moet Boniface de zestig edelen wel in Pavia ontvangen. Hermenjart wil graag met Aymeri trouwen. Tien van de edelen gaan op weg naar Narbonne om het goede nieuws te brengen. Maar Savaris verspert hen de weg en negen van hen verschuilen zich in een toren. Hugh rijdt als enige door naar Narbonne. Als Aymeri het nieuws hoort verzamelt hij een leger en gaat op weg naar Pavia. Hij ontzet z'n negen boodschappers en neemt Savaris gevangen. Aymeri en Hermenjart zien elkaar en ze gaat met hem mee naar Narbonne om te trouwen.
Maar de Moren hebben ook niet stil gezeten en weten dat Narbonne nu slecht verdedigd is. Baufumez en Desramé gaan weer naar Babylon om de emir hulp te vragen. Die komt met 14 koningen over zee naar Narbonne en begint de stad te belegeren. Aymeri ontvangt daar nieuws over en Hermenjart gaat naar de oude hertog Girart de Vienne, een oom van Aymeri en zijn vrouw Guibourc. Girart komt met een leger Aymeri te hulp. Aymeri zelf doodt de emir en drie koningen in zijn eigen tent. Hij behaalt de overwinning, maar Desramé en Baufumez weten naar Cordoba te ontsnappen.
In de vierde en laatste geste wordt over het huwelijksfeest buiten de poorten van de stad verteld en over de zeven zonen en vijf dochters die Aimeri en Hermenjart hebben gekregen: Bernart de Brabander, Willem met de Hoorn (Willem van Oringen), Garin van Anseune, Hernaut van Gironde, Beuvon (die Aymeri's zwaard Grisbay erfde), Aïmer "The Captive" en Guibert de Jongere en vijf dochters van wie alleen de jongste, Blancheflor, bij name wordt genoemd. Van de laatste wordt vermeld dat zij de echtgenote werd van Lodewijk de Vrome.